# Oficina Central de Correos (Casablanca)
La Oficina Central de Correos de Casablanca (en árabe: مكتب البريد المركزي‎, en francés: La Poste Centrale) es una oficina de correos situada entre el Boulevard de Paris y el Boulevard Hassan II en Casablanca, Marruecos. Fue diseñada por Adrien Laforgue en un estilo arquitectónico descrito como "neo-mauresque" y fue construido entre 1918 y 1920 bajo el Protectorado francés.
Fue el primer edificio terminado en la Place Administrative (actualmente Plaza de Mohammed V).

## Arquitectura
Albert Laprade describió el edificio como "paradigmático en todos los aspectos; es claro, conciso y práctico y hará que cualquier francés se ponga verde de envidia".

## Galería

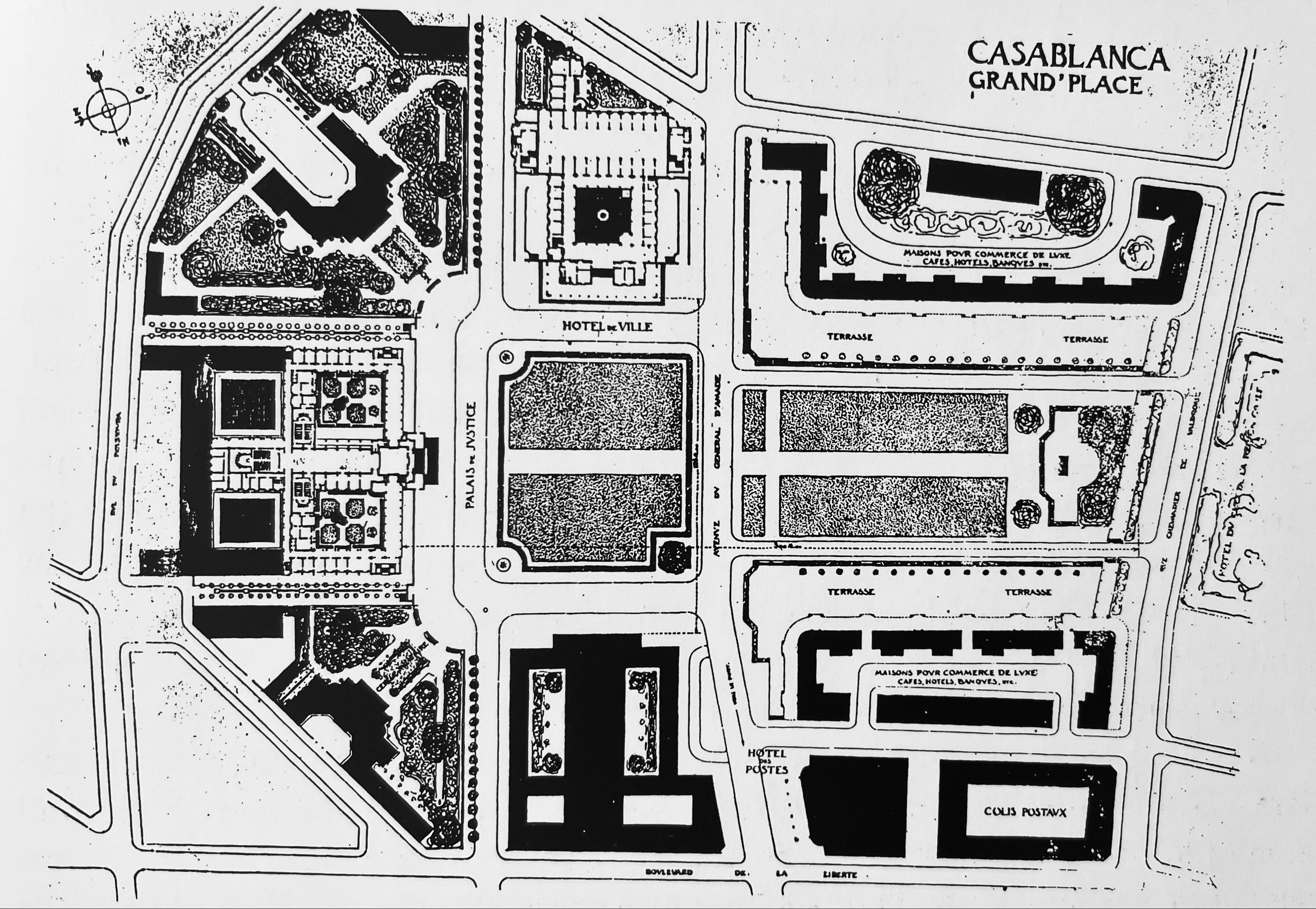
Plano de 1920 de Joseph Marrast para la Place Administrative, con el "Hotel des Postes" marcado en el centro inferior
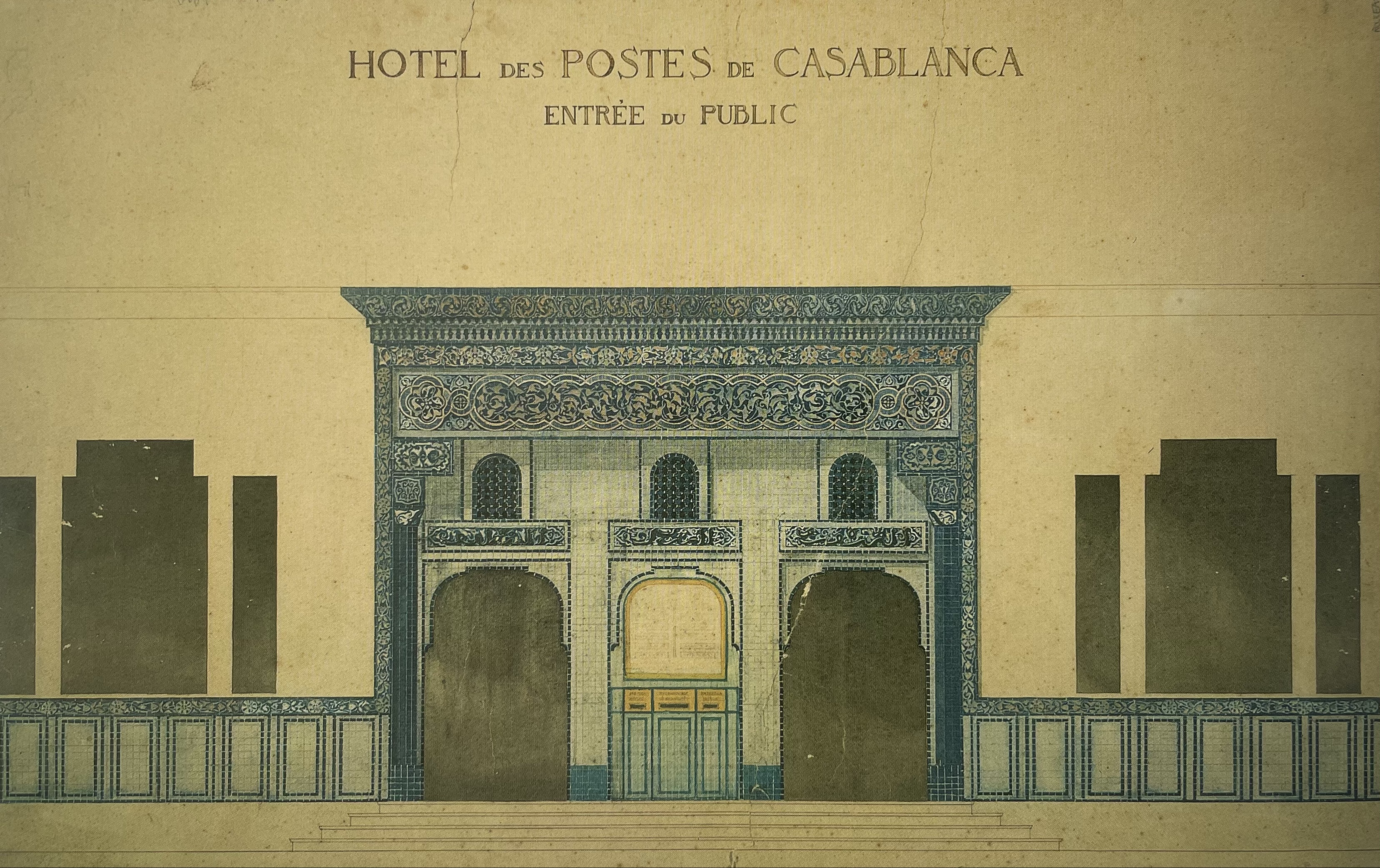
El diseño de la entrada pública del arquitecto Laforgue
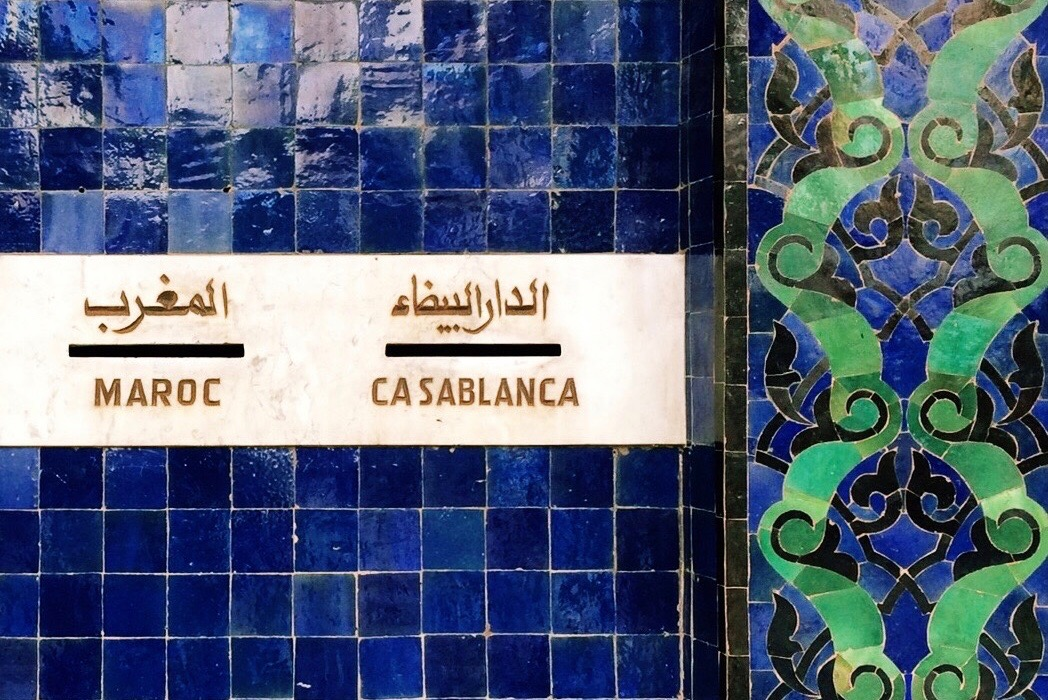
Buzones, rotulados en árabe y francés, en la fachada de mosaico de la entrada pública